# Dispo-Tf Rail
Die dispo-Tf Rail GmbH ist ein deutsches Eisenbahnverkehrsunternehmen mit Sitz in Berlin. Das Unternehmen hat derzeit mehr als 250 Mitarbeiter, vorwiegend Triebfahrzeugführer und verfügt über eine Sicherheitsbescheinigung vom Eisenbahn-Bundesamt (EBA). Die wesentlichen Aufgabengebiete sind die Vorbereitung und Realisierung neuer bzw. bestehender Schienenverkehre wie Rangier- und Umschlagsdienstleistungen sowie die Erarbeitung individueller Lösungen für Werksverkehre und Gleisanschlüsse. Außerdem agiert das Unternehmen als Betriebsleitzentrale für Eisenbahnen. Zu den Leistungen zählen hierbei Personaldisposition, Zuglaufverfolgung sowie Ereignis- und Notfallmanagement.
Seit Februar 2022 ist Hannes Pfeifer und Andreas Raasch zusammen die Geschäftsführung der dispo-Tf Rail GmbH. 
Die Ausbildungsabteilung im Eisenbahnsektor wurde im Februar 2022 ins Leben gerufen und ist eine bedeutende Institution in der Ausbildung von Fachkräften für den Eisenbahnbereich mit Schwerpunkt der Quereinsteigeraubildung. Die Abteilung hat sich zum Ziel gesetzt, qualifizierten Nachwuchs und Personen mit dem Wunsch einer beruflichen Neuorientierung für die vielfältigen Aufgaben in der Eisenbahnindustrie auszubilden und sicherzustellen, dass die erforderlichen Fähigkeiten und Kenntnisse vermittelt werden, um einen reibungslosen Betrieb des Schienennetzes zu gewährleisten.

## Geschichte
Gegründet wurde das Unternehmen am 29. Juli 2013. Die Anerkennung als Stelle für die Ausbildung nach Triebfahrzeugführerscheinverordnung (TfV) wurde am 23. Oktober 2013 vom Eisenbahn-Bundesamt (EBA) verliehen. Am 4. April 2016 wurde die Sicherheitsbescheinigung vom Eisenbahn-Bundesamt (EBA) ausgestellt. Damit ist das Unternehmen in der Lage, eigene Eisenbahnverkehrsdienstleistungen in Deutschland anzubieten, sowie Ausbildungen und Weiterbildungen durchzuführen. 

## Dienstleistungen
- Schienengüterverkehr
- Gefahrguttransport
- Personalüberlassung
- Bahnlogistik
- Ausbildung (Februar 2022)
- Weiterbildung (Februar 2022)

Das Unternehmen fährt (Stand November 2018) für folgende Eisenbahnverkehrsunternehmen: BUG Verkehrsbau AG, Captrain, Chemion, boxXpress, erixx, duisport rail, NordWestBahn, ÖBB, Rail Cargo Carrier, RBH, RheinCargo, RTB Cargo, Trans regio und Vlexx.

## Ausbildung
Die Ausbildungsabteilung wurde im Februar 2022 neu aufgenommen mit Schwerpunkt der Quereinsteigerausbildung ist dies eine spezialisierte Einrichtung, die sich auf die Ausbildung von Quereinsteigern im Eisenbahnsektor konzentriert. Diese Ausbildungsabteilung wurde im Februar 2022 gegründet und hat seitdem eine bedeutende Rolle bei der Förderung und Entwicklung von Fachkräften für die Eisenbahnindustrie gespielt. Die Hauptausbildungen finden in den Berufszweigen Triebfahrzeugführer / Lokführer und Rangierbegleiter statt. 

### Hintergrund
Mit der zunehmenden Nachfrage nach qualifizierten Arbeitskräften in der Eisenbahnbranche hat sich die Notwendigkeit herausgebildet, die Ausbildungsmöglichkeiten für Quereinsteiger zu erweitern. Quereinsteiger sind Personen, die ihre Karriere in einem anderen Berufsfeld begonnen haben und nun in den Bereich der Eisenbahn wechseln möchten. Die Ausbildung dieser Quereinsteiger erfordert spezifisches Wissen und Fähigkeiten, um den Anforderungen des Eisenbahnsektors gerecht zu werden.

### Aufgaben und Ziele
Die Ausbildungsabteilung die im Februar 2022 neu aufgenommen wurde mit Schwerpunkt der Quereinsteigerausbildung hat sich zum Ziel gesetzt, Quereinsteiger auf ihre Tätigkeiten im Eisenbahnsektor vorzubereiten und ihnen das erforderliche Fachwissen und die praktischen Fähigkeiten zu vermitteln. Die Abteilung bietet eine strukturierte Ausbildung, die darauf abzielt, die Lernenden in Bereichen wie Sicherheit, Technik, Betrieb und Kundenbetreuung zu schulen.
Die Hauptaufgaben der Ausbildungsabteilung umfassen:
1. Lehrplanentwicklung: Entwicklung eines umfassenden Lehrplans, der die spezifischen Anforderungen der Eisenbahnbranche berücksichtigt und die Quereinsteiger auf ihre zukünftigen Tätigkeiten vorbereitet.
2. Theoretische Schulung: Vermittlung von theoretischem Wissen über verschiedene Aspekte des Eisenbahnwesens, einschließlich Signaltechnik, Fahrplangestaltung, Fahrzeugtechnik, Sicherheitsvorschriften und Kundenbetreuung.
3. Praktische Schulung: Bereitstellung von praktischen Schulungen und Übungen, um den Quereinsteigern die Möglichkeit zu geben, ihr Wissen in realen Szenarien anzuwenden. Dies kann beispielsweise das Fahren von Zügen, das Durchführen von Inspektionen und Wartungsarbeiten oder das Arbeiten in einem Bahnhofsumfeld umfassen.
4. Mentoring und Unterstützung: Bereitstellung von Mentoring-Programmen und persönlicher Unterstützung, um den Quereinsteigern während ihrer Ausbildung bei Fragen oder Schwierigkeiten zur Seite zu stehen.
5. Zertifizierung: Durchführung von Prüfungen und Ausstellung von Zertifikaten, um die erfolgreiche Absolvierung der Ausbildung zu bestätigen und die Fachkompetenz der Quereinsteiger zu dokumentieren.

### Zusammenarbeit und Partnerschaften
Die DispoTf Rail mit arbeitet eng mit verschiedenen Akteuren des Eisenbahnsektors zusammen, um ihre Ziele zu erreichen. Dazu gehören Eisenbahnunternehmen, Bildungseinrichtungen, Gewerkschaften und Regulierungsbehörden. Durch diese Partnerschaften wird sichergestellt, dass die Ausbildung den aktuellen Standards und Anforderungen der Branche entspricht.

### Zukunftsaussichten
Die Ausbildungsabteilung trägt dazu bei, den Bedarf an qualifizierten Arbeitskräften in der Eisenbahnbranche zu decken. Durch die gezielte Ausbildung von Quereinsteigern trägt sie zur Vielfalt und zur Erweiterung des Talentpools in der Branche bei. Auch in Zukunft ist es eine wichtige Rolle als Ausbildungsbetrieb bei der Entwicklung von Fachkräften für die Eisenbahnindustrie mitzuwirken und den Quereinsteigern Karrieremöglichkeiten in diesem Bereich zu eröffnen.

## Weiterführende Informationen
- Liste deutscher Eisenbahngesellschaften